# Negros
Negros a Visayan-szigetek egyike a Fülöp-szigetek középső részén, Panay és Cebu között. Területe 13 328 km², lakossága 4,19 millió fő volt 2010-ben.
Legnagyobb városai Bacolod (több mint 500 ezer lakossal) és Dumaguete. Vulkáni hegy osztja két részre és ezek közigazgatásilag is szétválnak két tartományra: Negros Oriental (Kelet-Negros) és Negros Occidental (Nyugat-Negros). Legmagasabb pontja a 2435 méteres Kanlaon-vulkán.
A sziget keleti fele nagyrészt hegyvidék, s elmaradottabb. Szoros kulturális kapcsolatok fűzik Cebuhoz. 
A történelem folyamán több erős földrengés jelentkezett itt. 2012. febr. 6-án egy 6,9 Richter-skála erősségű rengés rázta meg a szigetet. Sok épület megrongálódott és mintegy 50 ember meghalt.

## Gazdaság
Északon és nyugaton a termékeny vulkanikus talajra telepített cukornádültetvények felvirágoztatták a vidéket, s székhelyét, Bacolodot a Fülöp-szigetek cukorfővárosaként emlegették. Az 1970-es és 80-as években a cukor világpiaci ára leesett és a 90-es évekre Nyugat-Negros az ország válságterülete lett. Napjainkban is a cukor maradt a legfontosabb termék és az ország cukortermelésének kb. 60%-a innen származik. További gazdaságilag fontos termények a rizs, kukorica, banán, kókuszdió. 

## Fordítás
- Ez a szócikk részben vagy egészben  a   Negros (island) című angol Wikipédia-szócikk fordításán alapul.  Az eredeti cikk szerkesztőit annak laptörténete sorolja fel. Ez a jelzés csupán a megfogalmazás eredetét és a szerzői jogokat jelzi, nem szolgál a cikkben szereplő információk forrásmegjelöléseként.
- Ez a szócikk részben vagy egészben  a   Negros című német Wikipédia-szócikk fordításán alapul.  Az eredeti cikk szerkesztőit annak laptörténete sorolja fel. Ez a jelzés csupán a megfogalmazás eredetét és a szerzői jogokat jelzi, nem szolgál a cikkben szereplő információk forrásmegjelöléseként.